# (9113) 1997 CN5
1997 سي أن 5 (ويعرف أيضًا باسم (9113) 1997 سي أن 5 وفق تسمية الكوكب الصغير) (بالإنجليزية: 1997 CN5)‏ هو كويكب ضمن حزام الكويكبات؛ وترتيبه 9113 من حيث الاكتشاف.
اكتُشف هذا الجُرم الفلكي بواسطة تاكيشي أوراتا ‏ في 3 فبراير 1997.

## وصلات خارجية
- (9113) 1997 CN5 في قاعدة بيانات مختبر الدفع النفاث لأجرام النظام الشمسي الصغيرة

- الاكتشاف · مخطط المدار ·  العناصر المدارية · المعلمات المادية

- (9113) 1997 CN5 على موقع ويكي سكاي: DSS2, SDSS, GALEX, IRAS, Hydrogen α, X-Ray, Astrophoto, Sky Map, Articles and images